# Leptophloeus foveicollis
Leptophloeus foveicollis là một loài bọ cánh cứng trong họ Laemophloeidae. Loài này được Sasaji miêu tả khoa học năm 1986.